# Damallsvenskan 2017
La Damallsvenskan 2017 è stata la 30ª edizione della massima divisione del campionato svedese femminile di calcio. Il campionato è iniziato il 16 aprile 2017 e si è conclusa il 12 novembre 2017. Il Linköping ha vinto il campionato per la terza volta nella sua storia.

## Stagione

### Novità
Dalla Damallsvenskan 2016 sono stati retrocessi in Elitettan l'Umeå IK e il Mallbacken. Dall'Elitettan sono stati promossi il Limhamn Bunkeflo e l'Hammarby.

### Formato
Le 12 squadre si affrontano in un girone all'italiana con partite di andata e ritorno, per un totale di 22 giornate. La squadra prima classificata è campione di Svezia, mentre le ultime due classificate retrocedono in Elitettan. Le prime due classificate sono ammesse alla UEFA Women's Champions League 2018-2019.

## Squadre partecipanti
| Club                 | Città        | Stadio                    | Stagione 2016               |
| -------------------- | ------------ | ------------------------- | --------------------------- |
| Djurgården           | Stoccolma    | Stadio Olimpico           | 6º posto in Damallsvenskan  |
| Eskilstuna United    | Eskilstuna   | Tunavallen                | 3º posto in Damallsvenskan  |
| Hammarby             | Stoccolma    | Zinkensdamms Idrottsplats | 2º posto in Elitettan       |
| KIF Örebro           | Örebro       | Behrn Arena               | 8º posto in Damallsvenskan  |
| Kopparbergs/Göteborg | Göteborg     | Valhalla Idrottsplats     | 5º posto in Damallsvenskan  |
| Kristianstads DFF    | Kristianstad | Vilans Idrottsplats       | 10º posto in Damallsvenskan |
| Kvarnsvedens IK      | Borlänge     | Ljungbergsplanen          | 9º posto in Damallsvenskan  |
| Limhamn Bunkeflo     | Malmö        | Limhamns Idrottsplats     | 1º posto in Elitettan       |
| Linköping            | Linköping    | Linköping Arena           | Campione di Svezia          |
| Piteå IF             | Piteå        | LF Arena                  | 4º posto in Damallsvenskan  |
| Rosengård            | Malmö        | Malmö Idrottsplats        | 2º posto in Damallsvenskan  |
| Vittsjö GIK          | Vittsjö      | Vittsjö Idrottsplats      | 7º posto in Damallsvenskan  |

## Classifica finale
Fonte: sito ufficiale.
|  | Pos. | Squadra              | Pt | G  | V  | N | P  | GF | GS | DR  |
|  | ---- | -------------------- | -- | -- | -- | - | -- | -- | -- | --- |
|  | 1.   | Linköping            | 51 | 22 | 16 | 3 | 3  | 45 | 24 | +21 |
|  | 2.   | Rosengård            | 42 | 22 | 12 | 6 | 4  | 50 | 23 | +27 |
|  | 3.   | Eskilstuna United    | 38 | 22 | 11 | 5 | 6  | 37 | 24 | +13 |
|  | 4.   | Piteå IF             | 36 | 22 | 10 | 6 | 6  | 31 | 20 | +11 |
|  | 5.   | Kristianstads DFF    | 31 | 22 | 9  | 4 | 9  | 33 | 26 | +7  |
|  | 6.   | Djurgården           | 30 | 22 | 9  | 3 | 10 | 31 | 36 | -5  |
|  | 7.   | Hammarby             | 27 | 22 | 7  | 8 | 7  | 27 | 26 | +1  |
|  | 8.   | Kopparbergs/Göteborg | 27 | 22 | 7  | 6 | 9  | 31 | 41 | -10 |
|  | 9.   | Limhamn Bunkeflo     | 26 | 22 | 8  | 2 | 12 | 23 | 43 | -20 |
|  | 10.  | Vittsjö GIK          | 23 | 22 | 5  | 8 | 9  | 24 | 30 | -6  |
|  | 11.  | Kvarnsvedens IK      | 19 | 22 | 4  | 7 | 11 | 41 | 54 | -13 |
|  | 12.  | KIF Örebro           | 13 | 22 | 2  | 7 | 13 | 21 | 47 | -26 |

Legenda:
      Campione di Svezia e ammessa alla UEFA Women's Champions League 2018-2019.
      Ammessa alla UEFA Women's Champions League 2018-2019.
      Retrocesse in Elitettan.
Note:
Tre punti a vittoria, uno a pareggio, zero a sconfitta.

## Risultati

### Tabellone
|                   | Dju  | Esk  | Ham  | KIF  | KGö  | Kri  | Kva  | Lim  | Lin  | Pit  | Ros  | Vit  |
| ----------------- | ---- | ---- | ---- | ---- | ---- | ---- | ---- | ---- | ---- | ---- | ---- | ---- |
| Djurgården        | –––– | 1-0  | 1-0  | 1-2  | 2-0  | 2-1  | 1-2  | 2-1  | 1-2  | 1-5  | 1-3  | 1-1  |
| Eskilstuna United | 1-1  | –––– | 1-0  | 2-1  | 1-5  | 2-1  | 4-1  | 4-0  | 0-2  | 0-1  | 3-2  | 2-1  |
| Hammarby          | 0-2  | 1-0  | –––– | 6-1  | 0-0  | 1-1  | 2-1  | 1-2  | 1-3  | 0-1  | 1-0  | 2-0  |
| KIF Örebro        | 0-3  | 0-1  | 2-2  | –––– | 0-1  | 1-0  | 3-3  | 1-2  | 1-4  | 0-0  | 2-2  | 0-0  |
| K. Göteborg       | 1-0  | 0-1  | 3-3  | 1-0  | –––– | 1-2  | 2-2  | 2-5  | 0-2  | 2-2  | 1-1  | 2-0  |
| Kristianstad      | 1-2  | 1-1  | 0-0  | 3-2  | 5-2  | –––– | 5-2  | 2-0  | 1-2  | 1-0  | 2-1  | 0-1  |
| Kvarnsveden       | 2-2  | 2-2  | 3-3  | 3-1  | 3-3  | 1-2  | –––– | 5-0  | 0-0  | 3-1  | 1-3  | 2-3  |
| Limhamn Bunkeflo  | 2-1  | 0-3  | 1-1  | 2-0  | 2-1  | 0-3  | 1-0  | –––– | 0-1  | 1-1  | 0-1  | 0-2  |
| Linköping         | 2-1  | 0-6  | 2-2  | 5-0  | 5-1  | 1-0  | 3-2  | 3-0  | –––– | 2-3  | 0-3  | 1-0  |
| Piteå             | 0-1  | 2-2  | 2-0  | 2-0  | 0-1  | 2-1  | 3-0  | 4-1  | 0-1  | –––– | 0-2  | 2-1  |
| Rosengård         | 6-3  | 1-0  | 0-1  | 2-2  | 5-0  | 1-0  | 7-2  | 3-0  | 2-2  | 0-0  | –––– | 2-2  |
| Vittsjö           | 4-1  | 1-1  | 0-0  | 2-2  | 0-2  | 1-1  | 3-1  | 2-3  | 0-2  | 0-0  | 0-3  | –––– |

## Statistiche

### Classifica marcatrici
Fonte: sito ufficiale.
| Gol |  |  | Giocatore          | Squadra           |
| --- |  |  | ------------------ | ----------------- |
| 26  |  |  | Tabitha Chawinga   | Kvarnsveden       |
| 15  |  |  | Linda Sällström    | Vittsjö           |
| 13  |  |  | Ella Masar         | Rosengård         |
| 11  |  |  | Marija Banusic     | Linköping         |
| 11  |  |  | Pauline Hammarlund | K. Göteborg       |
| 11  |  |  | Mia Jalkerud       | Djurgården        |
| 11  |  |  | Mimmi Larsson      | Eskilstuna United |